# 油坊镇 (清河县)
油坊镇，是中华人民共和国河北省邢台市清河县下辖的一个乡镇级行政单位。

## 行政区划
油坊镇下辖以下地区：
油坊村、朱唐口村、唐唐口村、王唐口村、刘唐口村、鲁庄村、北王庄村、柳林村、柳庄村、劝礼村、新街村、南王庄村、南李庄村、后魏村、前魏村、曲方村、蔡王庄村、马庄村、二哥营村、赵店村、邵店村、邵庄村、南焦庄村、前孙庄村、后孙庄村、黄庄村、银子王村、大田庄村、杨茂庄村、谢台头村、前郭屯村、后郭屯村、东渡口驿村、西渡口驿村、简家那村、安家那村、魏家那村、董家那村、杜家楼村和滕蒿林村。